# 高森駅
高森駅（たかもりえき）は、熊本県阿蘇郡高森町大字高森にある南阿蘇鉄道高森線の駅で、同線の終着駅でもある。南阿蘇鉄道本社が設置されている。

## 概要
高森線は国鉄時代、高千穂線（後の高千穂鉄道高千穂線）と結ばれて九州横断鉄道の一部となる予定であったが、高森線開通時には高森 - 高千穂間の工事予定がまだ決まっておらず、駅は利便性を考えて町の中心部に造られた。九州横断鉄道全通時には、高森トンネル（現在高森町が運営する高森湧水トンネル公園）入口付近に駅が移転する予定であったが、高森トンネルの出水事故や国鉄再建法成立などにより九州横断鉄道建設は中止となり、駅移転の話も立ち消えとなった（高森 - 高千穂間の詳細は高千穂鉄道高千穂線「未開業区間」の項を参照）。
現在の駅舎は3代目であり、先代の駅舎が築35年以上も経過し施設の老朽化に加え、2016年の熊本地震により建物の一部が被災したのを受けて2019年に新駅舎の工事に向けて着手し、地震の影響を受けて長らく不通となっていた中松－立野間の復旧完了ならびに南阿蘇鉄道高森線完全復旧を前に2023年4月28日に完成。これまで使用していた先代の駅舎は新駅舎供用後に解体され、その跡地には地域交流の場として新たに交流施設が2024年7月13日に完成し、高森駅周辺再開発整備が完了した。
また、当駅は鉄道以外にも高森町内・山都町（蘇陽）方面・立野駅方面や、阿蘇くまもと空港・熊本市の桜町BT・熊本駅方面ならびに高千穂・延岡方面へ向かう路線バスも停車しており、町内最大のバスターミナルとしての機能も有する。かつては阿蘇山観光の南の玄関口としての機能も有していたが、2012年3月末にに産交バスが運行する阿蘇南登山線（高森駅－阿蘇山、一部は阿蘇山経由阿蘇駅まで）が廃止され、代替となる九州横断バス「熊本 - 南阿蘇 - 黒川温泉」線も翌年3月末に廃止されたために、高森駅と阿蘇山を結ぶ公共交通機関は消滅した。

## 歴史
- 1928年（昭和3年）2月12日：鉄道省によって開設[1]。
- 1971年（昭和46年）2月20日：業務委託駅となる[2]。
- 1984年（昭和59年）2月1日：貨物及び荷物取扱廃止[1]。
- 1986年（昭和61年）4月1日：国鉄高森線より南阿蘇鉄道に転換[1]。
- 1987年（昭和62年）4月6日：2代目駅舎使用開始。
- 2016年（平成28年）
  - 4月14日：熊本地震により全線運休[3]。
  - 7月31日：中松駅 - 当駅間の運転再開[4][5]。
- 2023年（令和5年）4月28日：3代目駅舎落成、翌日（4月29日）使用開始[6]。

## 駅構造
単式ホーム1面1線と留置線を有する地上駅であり、列車停泊の設定もある。
当駅は高森線唯一の有人駅であり、出札窓口では、乗車券（自社線内及び立野駅連絡でJR豊肥本線熊本駅までの連絡乗車券）、定期券、回数券、定期券、1日フリー乗車券、トロッコ列車「ゆうすげ号」の指定席券を発売している。
また、駅舎横（旧駅舎跡地）には地域交流の場として交流施設が新たに作られ、列車の待ち時間等に靴を脱いでくつろげる休憩スペースや勉強スペース、イベント用ステージなども備えられている。
駅広場にはONE PIECE 熊本復興プロジェクトにて登場キャラ「フランキー」の銅像が置かれている。
かつては、駅前広場に国鉄C12形蒸気機関車が静態保存された状態で長らく展示されていたが、新駅舎再開発工事の際に撤去され、現在は福岡県直方市のNPO法人「汽車倶楽部」に引き取られ、移設譲渡された。

## 利用状況
| 年度   | 1日平均 乗車人員 | 1日平均 乗降人員 |
| ------ | ---------------- | ---------------- |
| 2011年 | 188              | 377              |
| 2012年 | 165              | 331              |
| 2013年 | 177              | 356              |
| 2014年 | 195              | 392              |
| 2015年 | 222              | 442              |
| 2016年 | 91               |                  |
| 2017年 | 68               | 130              |
| 2018年 | 97               |                  |

## 駅周辺
- 高森町役場
- 高森郵便局
- 高森警察署
- 高森湧水トンネル公園 - 約1.2 Km

## バス路線
駅前構内に高森駅前バス停と高森駅交流施設バス停が設置されており、以下の路線バスが運行されている。

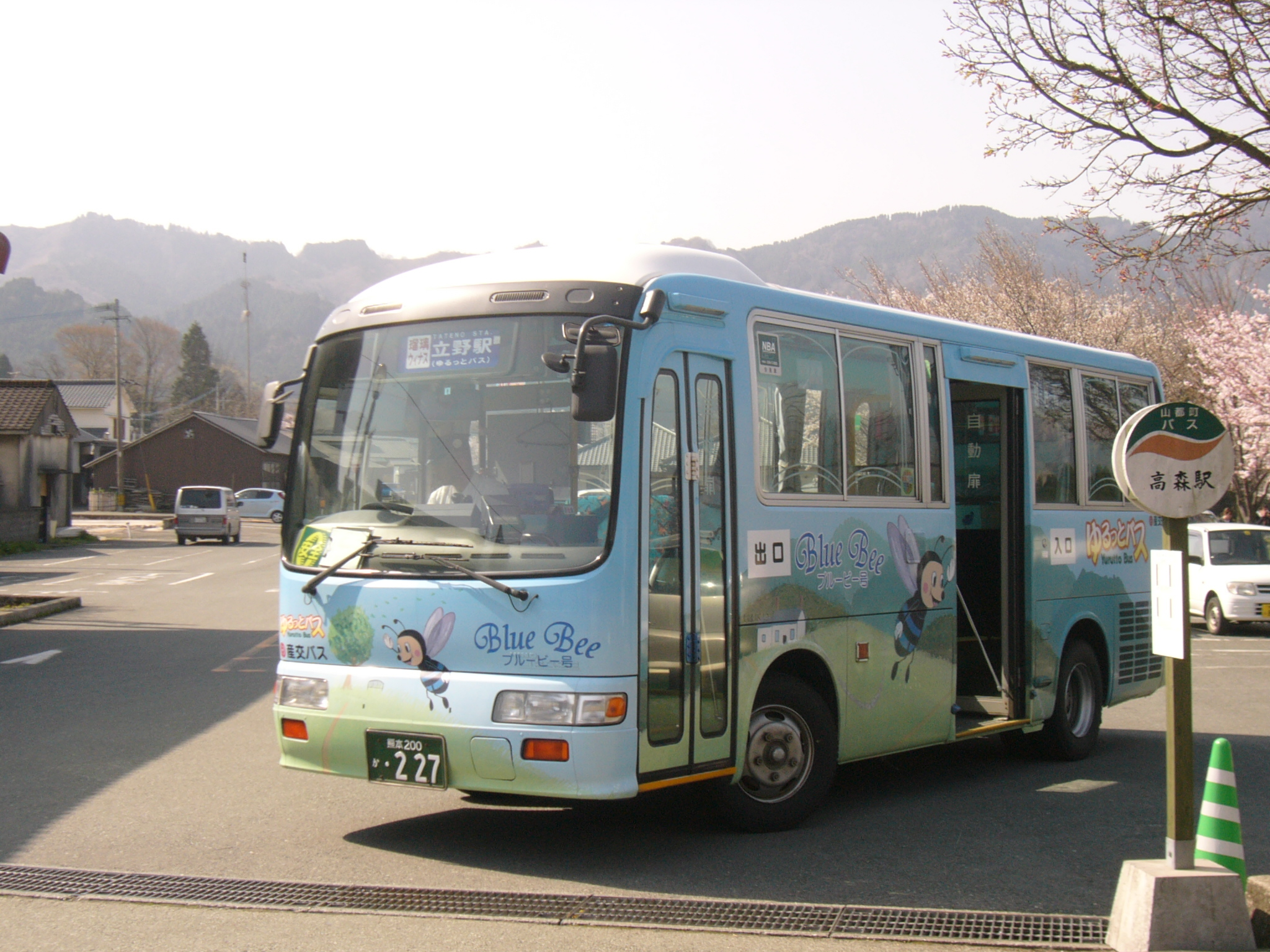
駅前のりばに停車中の南阿蘇ゆるっとバス（2011年7月撮影）

| のりば                     | 運行事業者                          | 路線                                | 系統・行先                                                                                                   | 備考                                                                                   |
| 高森駅前（現駅舎前）       | 高森駅前（現駅舎前）                | 高森駅前（現駅舎前）                | 高森駅前（現駅舎前）                                                                                         | 高森駅前（現駅舎前）                                                                   |
| -------------------------- | ----------------------------------- | ----------------------------------- | --- | -------------------------------------------------------------------------------------- |
| 1                          | 産交バス                            | 南阿蘇ゆるっとバス （白水コース）   | 立野駅（白川水源入口・温泉センター瑠璃・南阿蘇村役場経由)高森中央                                            | 旧国道325号経由                                                                        |
| 1                          | 産交バス                            | 南阿蘇ゆるっとバス （久木野コース） | 南阿蘇村役場（高森湧水トンネル公園前・あそ望の郷・長陽駅前経由)高森中央                                      | 県道28号線経由                                                                         |
| 1                          | 高森町民バス （産交バスが受託運行） | 上色見熊野座神社線                  | 月廻り公園前・休暇村南阿蘇・阿蘇096区前・上色見熊野座神社入口方面（循環バス）                                |                                                                                        |
| 1                          | 高森町民バス （産交バスが受託運行） | 色見環状線                          | 山鳥入口・前原田楽入口・色見保育園入口方面                                                                   |                                                                                        |
| 1                          | 高森町民バス （産交バスが受託運行） | 河原線                              | 阿蘇096区前・河原方面（循環バス）                                                                            | 月曜・木曜運行 運行曜日16時30分発の高森町乗合タクシー（予約制）便あり                  |
| 1                          | 高森町民バス （産交バスが受託運行） | 草部南部線                          | 高森峠・草部出張所・吉見神社前・小楢木方面（循環バス）                                                       | 月曜・木曜運行                                                                         |
| 1                          | 高森町民バス （産交バスが受託運行） | 津留・野尻線                        | 高森峠・津留方面（循環バス）                                                                                 | 月曜・木曜運行 運行曜日16時30分発の高森町乗合タクシー（予約制）便あり                  |
| 1                          | 高森町民バス （産交バスが受託運行） | 尾下線                              | 月廻り公園前・阿蘇096区前・上色見熊野座神社入口・多々良方面（循環バス）                                      | 火曜・金曜運行 運行曜日16時30分発の高森町乗合タクシー（予約制）便あり                  |
| 1                          | 高森町民バス （産交バスが受託運行） | 草部北部線                          | 高森峠・草部北部農協前・今村方面（循環バス）                                                                 | 火曜・金曜運行                                                                         |
| 1                          | 高森町民バス （産交バスが受託運行） | 高森町民バス（全路線）              | 高森中央 | 各循環路線の終点                                                                       |
| 1                          | 高森町乗合タクシー                  | 高森環状線                          | 湧水トンネル公園前・津留・南公民館方面                                                                       | 平日3便（予約制）                                                                      |
| 1                          | 山都町コミュニティバス              | 馬見原高森線                        | 馬見原（蘇陽支所・そよう病院経由）                                                                           | 馬見原高森線は平日2便運行山都町蘇陽地区方面の予約制「山都町乗合タクシー」も平日2便運行 |
| 高森駅交流施設（旧駅舎跡） |                                     |                                     | |                                                                                        |
| 2                          | 産交バス                            | 快速「たかもり号 」                 | TM：熊本駅・西部車庫（西原役場前・阿蘇くまもと空港・熊本県庁前・熊本桜町バスターミナル）                     |                                                                                        |
| 2                          | 産交バス                            | 特急「たかちほ号」                  | 延岡駅（五ヶ瀬町役場前・高千穂バスセンター）熊本駅前（阿蘇くまもと空港・熊本県庁前・熊本桜町バスターミナル） | 1日1往復運行                                                                           |
| 3                          | 観光バス（乗降）専用                | 観光バス（乗降）専用                | 観光バス（乗降）専用                                                                                         | 観光バス（乗降）専用                                                                   |

## ギャラリー

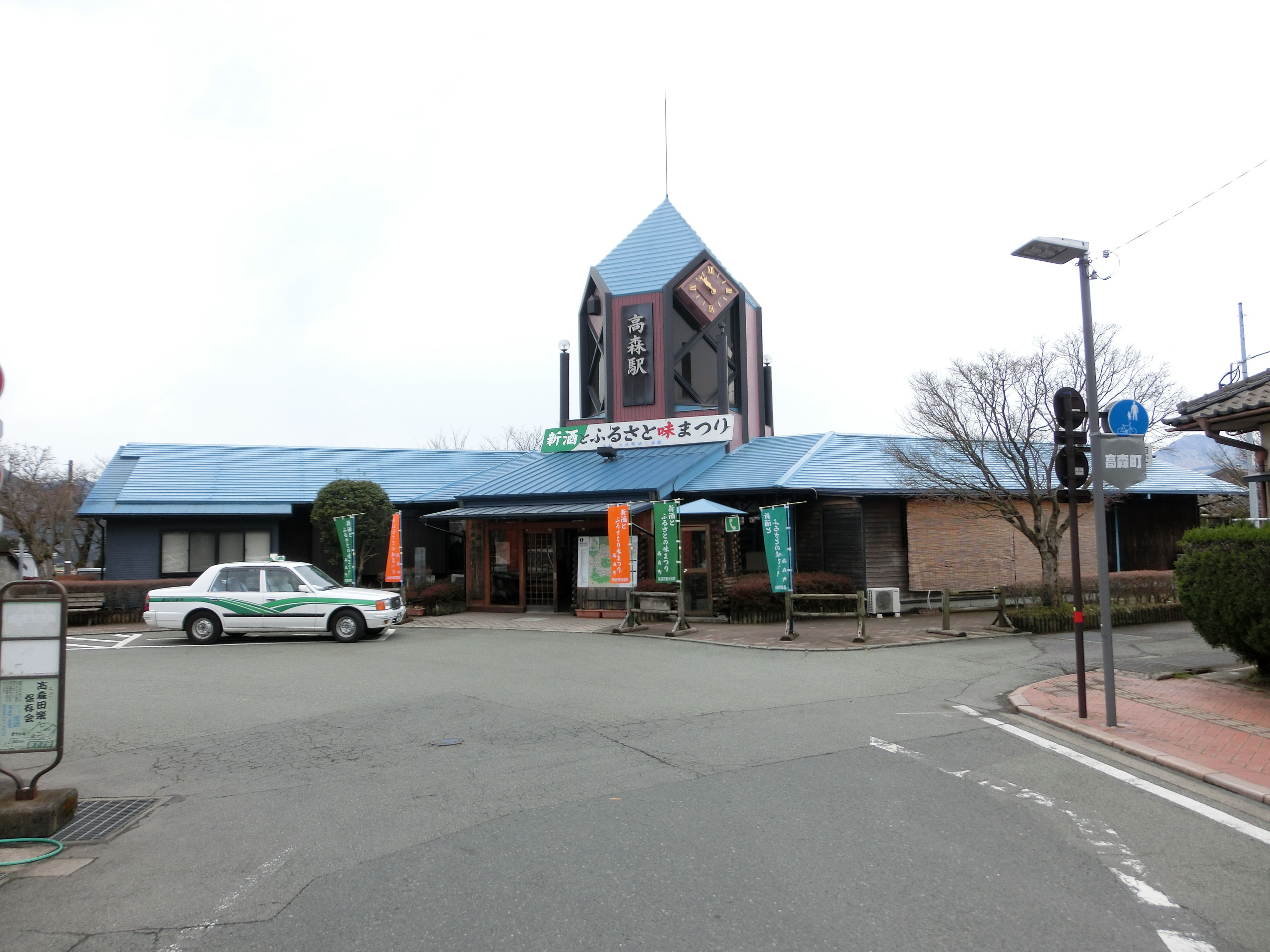
2023年4月28日まで使用していた旧駅舎（2016年3月）
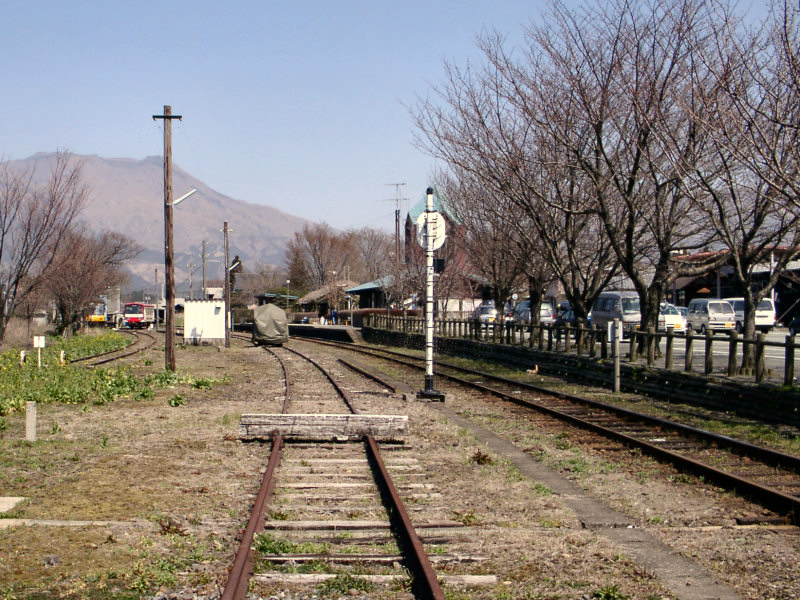
構内（2005年3月）
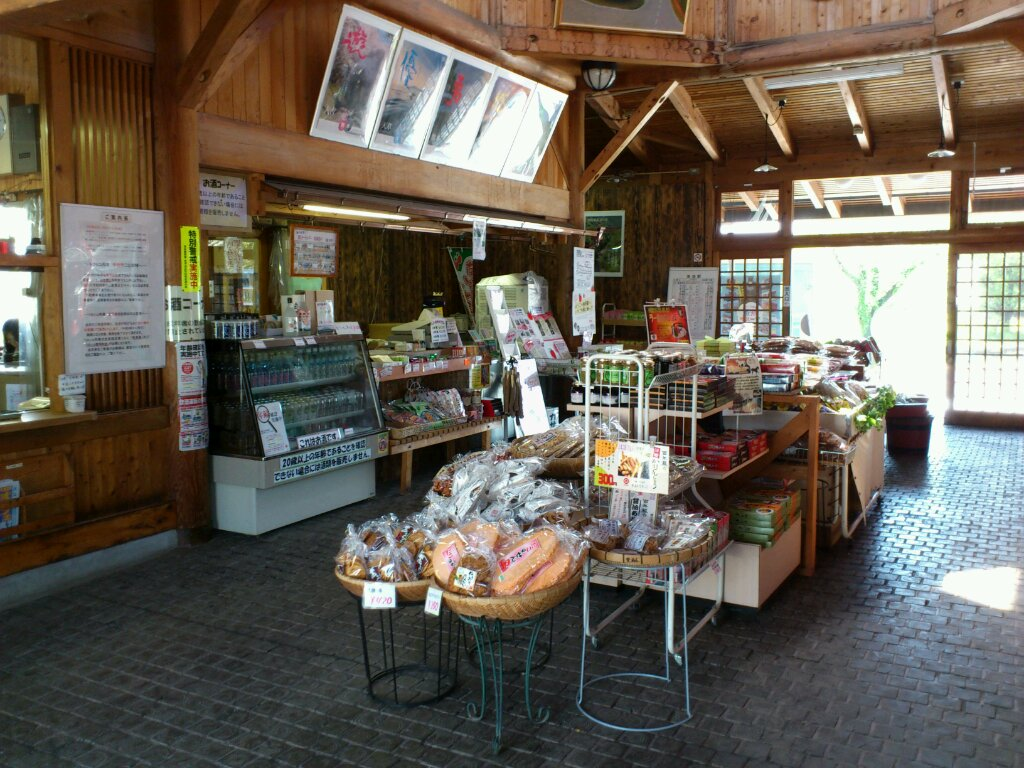
旧駅舎内の様子（2012年4月）
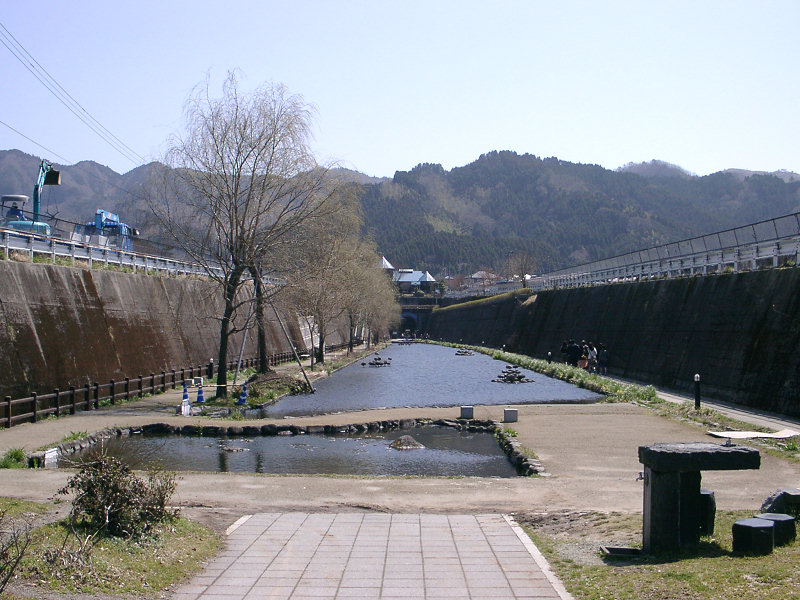
高森湧水トンネルの入口。全通時にはここが新しい高森駅になる予定であった。
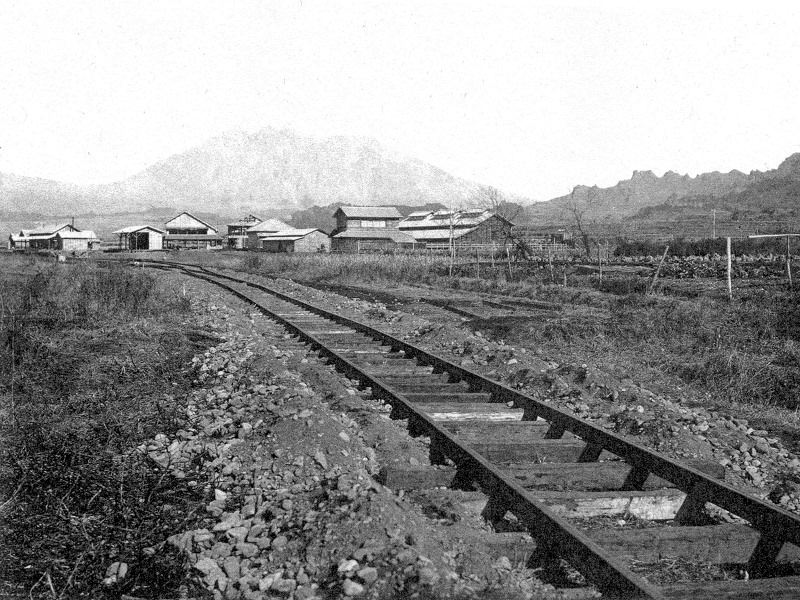
開業当時の様子（1928年頃）
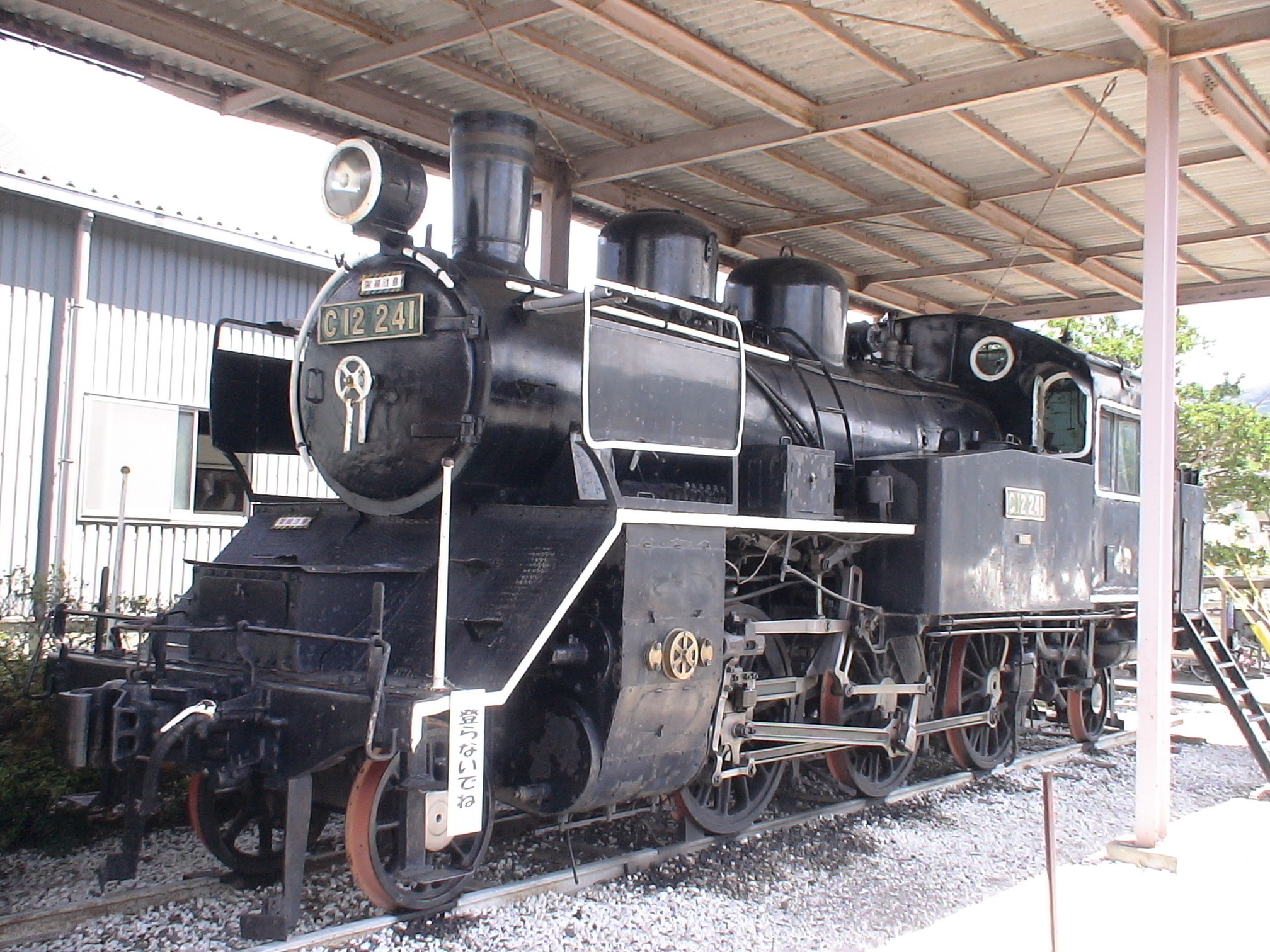
駅前に保存されていた「国鉄C12形蒸気機関車」、現在は移設譲渡先である福岡県直方市のNPO法人「汽車倶楽部」にて静態保存予定

## 隣の駅
南阿蘇鉄道
■高森線
見晴台駅 - 高森駅